# Ковердинобалковский сельский совет (Шишацкий район)
Ковердинобалковский сельский совет (укр. Ковердинобалківська сільська рада) — входит в состав
Шишацкого района
Полтавской области
Украины.
Административный центр сельского совета находится в 
с. Ковердина Балка.

## Населённые пункты совета
- с. Ковердина Балка
- с. Гребеняки
- с. Масловцы
- с. Швадроны